# John Davies (Schwimmer)
John Griffith Davies (* 17. Mai 1929 in Willoughby, New South Wales; † 24. März 2020 in Pasadena, Kalifornien) war ein australischer Schwimmer.
Aufgewachsen in der Nähe von Sydney konnte er 1947 seinen ersten Erfolg feiern, als er Australischer Meister über 200 Yards Brust wurde. Diesen Erfolg konnte er im folgenden Jahr wiederholen und wurde so in die Mannschaft für die Olympischen Spiele 1948 in London aufgenommen. Dort wurde ihm im Finale, obwohl er laut Zeitmessung 0,2 Sekunden schneller als der spätere Bronzemedaillengewinner Robert Sohl war, aufgrund eines Juryentscheides wegen des angeblich späteren Anschlags nur der vierte Platz zugesprochen. Bei den Olympischen Spielen 1952 in Helsinki konnte er sich dann über 200 m Brust den Olympiasieg sichern.
Nach seiner Karriere als Sportler wurde Davies ein erfolgreicher Anwalt. Er ließ sich in den Vereinigten Staaten nieder und erwarb die US-Staatsbürgerschaft. Von 1986 bis 1998 fungierte er als Richter am Bundesbezirksgericht für den mittleren Bezirk von Kalifornien.
Im Jahr 1984 wurde er in die Ruhmeshalle des internationalen Schwimmsports aufgenommen.